# Gaspar de Carvajal
Gaspar de Carvajal (ur. 1504, zm. 1584) – hiszpański ksiądz dominikanin, podróżnik i odkrywca, kronikarz.
Gaspar de Carvajal pochodził z Estremadury. Był dominikaninem z klasztoru Volladolid a od roku 1538 prowincjałem zakonu dominikanów w Limie. Uczestniczył w wyprawie Francisca Pizarra do Peru, był kapelanem Gonzala Pizarro. W 1541 uczestniczył w wyprawie tego ostatniego i Francisca de Orellany w poszukiwaniu El Dorado. 26 grudnia 1541 roku wyprawa z powodu braku wyżywienia podzieliła się i Carvajal wraz z Orellaną udał się w dół rzeki Rio Napo do tamtejszych Indian. Dotarłszy do wiosek, zaopatrzyli się w zapasy żywności lecz nie byli w stanie płynąć pod prąd bystrej rzeki. Orellana postanowił płynąć wraz z prądem rzeki na wschód. W tej drodze oddział Orellany napotykał przyjaznych i nieprzyjaznych Indian, z którymi walczył. W czerwcu dotarli do wioski zamieszkanej przez kobiety-wojowniczki - Gaspar uznał, że odnaleźli mityczne Amazonki. W trakcie potyczki z nimi Gaspar stracił oko. Wyprawa 26 sierpnia 1542 dotarła do morza i była to pierwsza wyprawa, która dokonała spływu Amazonką do Oceanu Atlantyckiego. Orellana udał się następnie do Hiszpanii a Gaspar de Carvajal z wyspy Margarita powrócił do Peru, gdzie zmarł w klasztorze Santo Domingo w Limie.